# Cyperus pennatiformis
Cyperus pennatiformis là loài thực vật có hoa trong họ Cói. Loài này được Kük. mô tả khoa học đầu tiên năm 1931.

## Hình ảnh

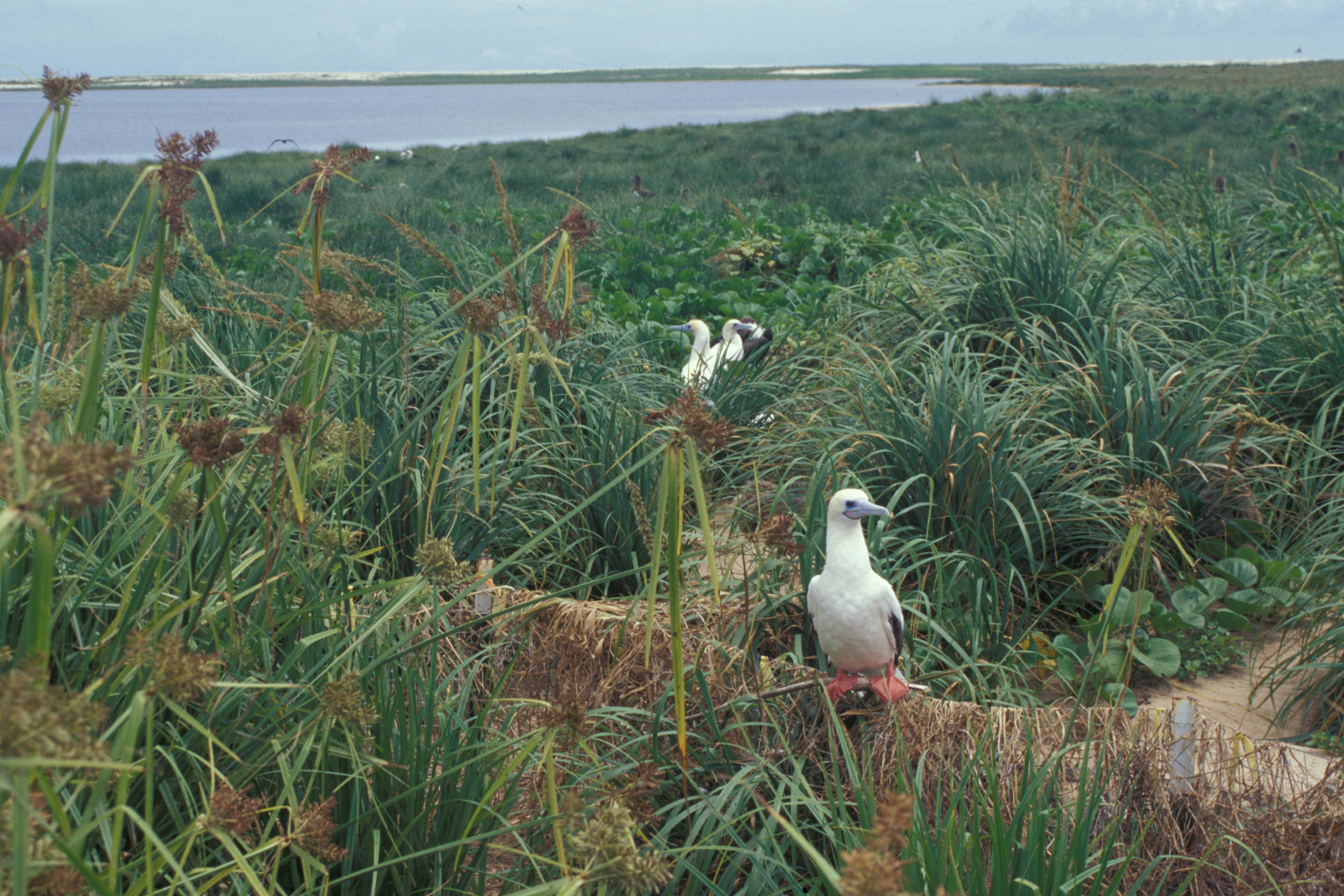